# Abbaye des Feuillants
Ne doit pas être confondu avec Couvent des Feuillants.
L'abbaye des Feuillants est une ancienne abbaye cistercienne située à Labastide-Clermont, dans la Haute-Garonne. Fondée par des moines de l'abbaye de Dalon au XIIe siècle, elle vit deux siècles et demi de prospérité spirituelle avant de tomber en 1539 sous le régime de la commende. Libérée en 1573 des abus de ce système, elle retourne à la primitive observance cistercienne, en fondant la nouvelle congrégation qui prend le nom de l'abbaye, la congrégation des Feuillants. La Révolution française met fin à l'abbaye ainsi qu'à l'ordre cistercien feuillant.

## Histoire

### Fondation
L'abbaye est fondée en 1145 par des moines de l'abbaye de Dalon (en Dordogne), ou peut-être par Géraud de Salles lui-même et appartient donc à l'éphémère congrégation dalonite. Le site choisi est particulièrement boisé, ce qui explique le toponyme de « Feuillants ». Les moines s'établissent en ce lieu à la demande de Bernard IV, comte de Comminges.

### Entrée dans l'ordre cistercien
Lorsque l'abbaye de Dalon rejoint en 1162 l'ordre cistercien, l'abbaye des Feuillants ne la suit pas immédiatement, mais continue de vivre selon l'ancienne règle. En 1169, elle choisit de rallier l'ordre cistercien, mais sous la filiation de l'abbaye de la Crête, en Champagne. Le fils de Bernard IV, Bernard V, se fait moine à l'abbaye, y meurt et y est enterré.

### La commende
À partir de la fin du XVe siècle, la règle est très peu respectée dans cette abbaye, et les manquements nombreux. L'abbaye tombe sous le régime de la commende en 1539, et ses maux s'aggravent.

### La réforme
En 1562, Jean de La Barrière est nommé abbé commendataire de l'abbaye. Profondément pieux, il choisit, en rupture complète avec les pratiques des abbés commendataires de l'époque, de se faire moine et de revenir à la règle originelle. Une division se produit alors dans l'abbaye, beaucoup n'acceptant pas ce retour à l'observance strictes des vœux monastiques. L'abbé reste seul aux Feuillants avec quatre religieux. Les moines commencent alors une vie de prière et de pénitence particulièrement ascétique, qui est peu prisée des instances supérieures cisterciennes, mais suffisamment appréciée à Rome pour que la congrégation des Feuillants soit érigée par les papes Sixte V et Clément VIII.
La congrégation nouvellement créée a un succès bref mais considérable, essaimant à travers toute l'Europe. L'abbaye des Feuillants ne reste donc pas longtemps l'abbaye-mère de la nouvelle congrégation ; en effet, Henri III fait venir une soixantaine de religieux de l'abbaye réformée en 1587 pour fonder le couvent des Feuillants, rue Saint-Honoré à Paris. Cette dernière maison devient la maison-mère de l'ordre.

### La reconstruction
Les bâtiments de l'abbaye sont détruits au XVIIe siècle pour reconstruire l'abbaye à neuf. Le nouveau bâtiment est décoré par le peintre toulousain Antoine Rivalz qui peint trois tableaux représentant respectivement la Nativité, une adoration des mages et un Christ sur la croix.
À cette date, le site de Labastide-Clermont n'est cependant plus le siège de l'abbaye, qui s'est déplacée à Toulouse selon la tradition feuillantine d'établissements urbains. Le couvent toulousain des Feuillants, construit entre 1600 et 1623, est situé dans la rue du Jour, devenue aujourd'hui la rue des Feuillants,. Le site originel n'est plus qu'un simple prieuré dépendant du couvent de Toulouse.

### La fermeture
L'abbaye est fermée par la Révolution. Le 5 décembre 1791, elle est vendue comme bien national. La maison toulousaine, quant à elle, est rachetée par les dames de Saint-Maur en 1802 ; ces dernières en font une école pour jeunes filles qui dure jusqu'en 1904, date où elle est fermée par la suppression des congrégations enseignantes. Le bâtiment est alors récupéré par le diocèse qui en fait son séminaire.